# هجرت (گنبد کاووس)
هجرت (گنبد کاووس)، روستایی از توابع بخش مرکزی شهرستان گنبد کاووس در استان گلستان ایران است.

## جمعیت
این روستا در دهستان سلطانعلی قرار دارد و براساس سرشماری مرکز آمار ایران در سال ۱۳۸۵، جمعیت آن ۹۳ نفر (۱۹خانوار) بوده‌است.